# 日本的龍
日本的龍是指於日本文化中所傳述之龍。

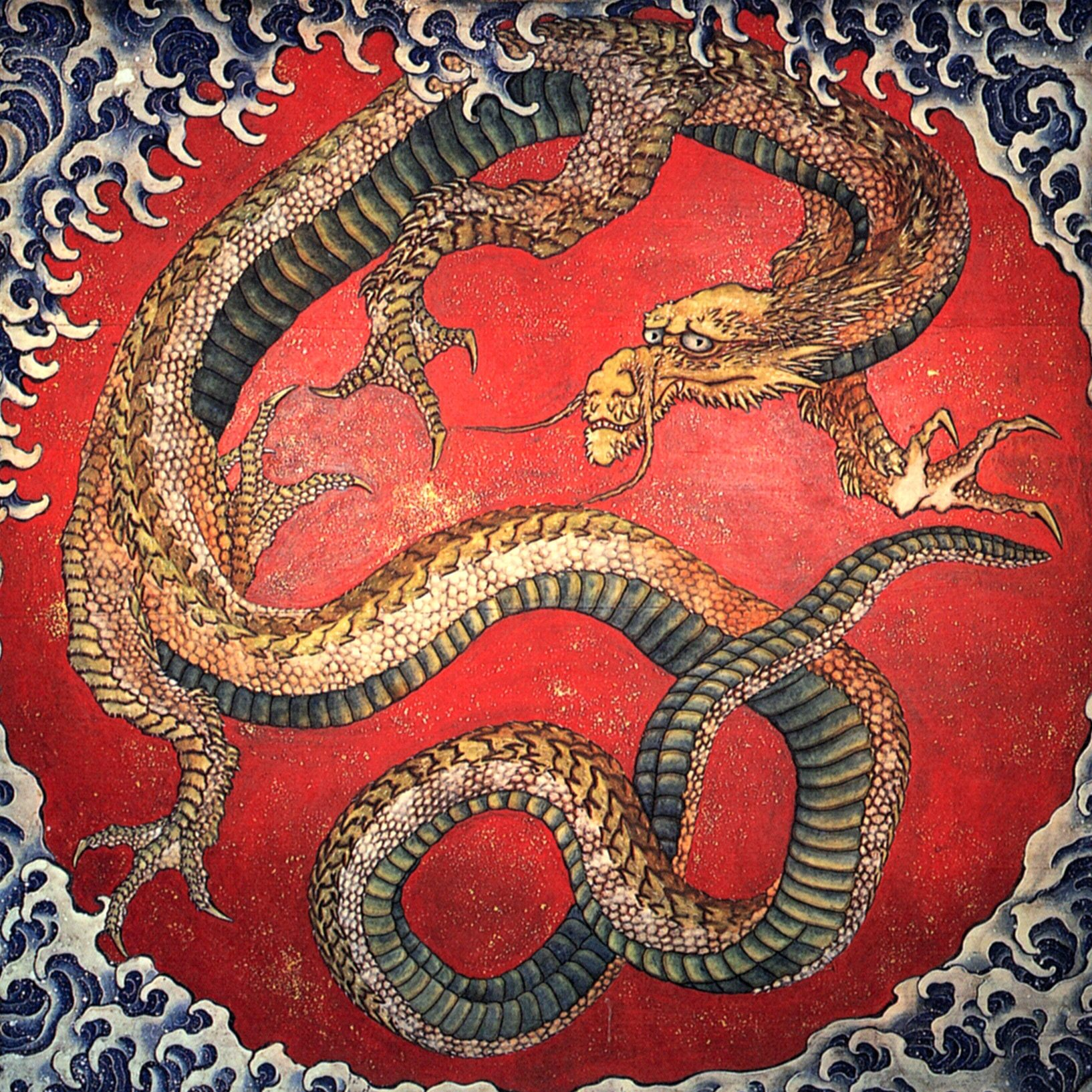
《龍圖》（葛饰北斋）

龍（日语：／ Ryuu）是源自中國古代的一種想像中的動物，其觀念和形象也傳播於日本。

## 日本文化中的龍
日本現有的龍之原型，被視為於日本彌生時代時自中國傳入而來。在日本和泉市中約莫西元1世紀的池上曾根遺跡裡，發掘出繪有彎曲著軀體、擁有無數三角形突起紋路的動物的壺。目前在日本各地約三十多處可以發現這種具有彌生龍圖樣的古代文物。當時的日本人尚未擁有關於龍的確切形象，因而無法精準地模仿出中國龍。。
另有一說指出，最早的彌生人是由江南地區中存在著龍蛇信仰的海神族演變而來。 日本神話中，視海神族為龍宫裡的八尋和彌(海怪)族，天孫民族的地神五代與八尋和彌的玉依姬生下了初代天皇，即神武天皇。並且以日本海為中心，自高志(後來的越國)中對於八岐大蛇之自然崇拜，延伸發展出了日本神話。此外，國津神中的大國主，大物神，建御名方神也被描繪成蛇驅或龍神。
象徵天皇權威的天叢雲劍，也因傳說中發現自八岐大蛇體內，而被視做龍之劍。
科學史家的荒川博指出，因五爪龍在中國是皇帝的象徵，所以在日本不會用作天皇權威的象徵，理由是日本天皇有意向中國宣揚自主性。而日本的龍是出於對蛇、魚與魚群三者之間的曖昧的認知，因此呈現多彩多樣的型態與性格 。他推斷日本的龍是該雛形又與江南的龍蛇信仰甚至外來文化中的龍混淆的結果。
至平安時代，隨著《法華經》和密教的渗透，日本的龍逐漸展露出獨特性。 9世紀時，室久寺出現關於「龍穴」的記載，並且伴隨著求雨信仰的實行。在此之後龍穴也出現在各寺廟之間，在中世紀時，開始有龍穴彼此之間在地下相連、龍或者蛇龍在其中來去自如的觀念出現。而在戰爭中，作為勝利與保護神的象徵，龍形的劍和頭盔也開始被使用。中世紀末期，自戰國大名里見義賴起，開始使用畫有龍的印章

### 日本神話
神武天皇是居住於海神龍宮中的八尋和彌族豐玉姬或玉依姬等女系族人所生之龍，在神話中展現為公主將龍迎來，與中國文化中龍為皇帝象徵的思想有明顯對比。此外，以出雲或日本海為中心，高志的自然崇拜中，八岐大蛇被賦予海、河川與山的象徵。海神之素戔嗚尊於天孫降臨後斬殺八岐大蛇而從中取出的劍象徵了日本天皇為龍的化身。天皇將此龍之劍視為守護神而用於儀祭之中。除此之外，大國主、大物神與建御名方神也被認為具有龍的形貌。

### 自然
海、河、山、火、風、雲等自然現象或力量被視為龍的顯現，而複合著龍的概念受人們尊仰。此外，像是龍神所居住的海里的龍宫等關於龍的名詞，或是隱含龍的概念的詞彙、語言也表現了深刻的龍神信仰。海市蜃樓中若出現蛟龍之類的龍宮或靈龜的蓬萊山，都被視為吉祥的徵兆。「魚躍龍門」一詞亦是指蛟龍。

### 龍神
龍神又稱龍王、龍宫之神等，作為掌管水的水神被供奉在日本各地。全日本各地都能見到在被視為龍神棲息的沼澤或水池中進行的降雨儀式。漁村裡龍神被認為是海神，並為求漁獲豐收而進行龍神祭典。有些地方傳說龍宮所在之處也是魚群聚集之處；螢火魷被認為是龍宮的使者。一般來說，蛟龍等日本龍神信仰都被視為奠基於蛇神信仰。

### 靈龍
源自於中國古代自然哲学的思想——五行之經典《尚書》中，提及了四聖獸，龍便為其中之一。高松塚古墳中描繪的守護紫微大帝的四獸壁畫中，出現了青龍的身影，並且受到來自高句麗風格的影響。
在日本，龍的聖獸形象以青龍、赤龍、黄龍、白龍、黑龍等五龍的傳說於各地流傳。

### 佛教

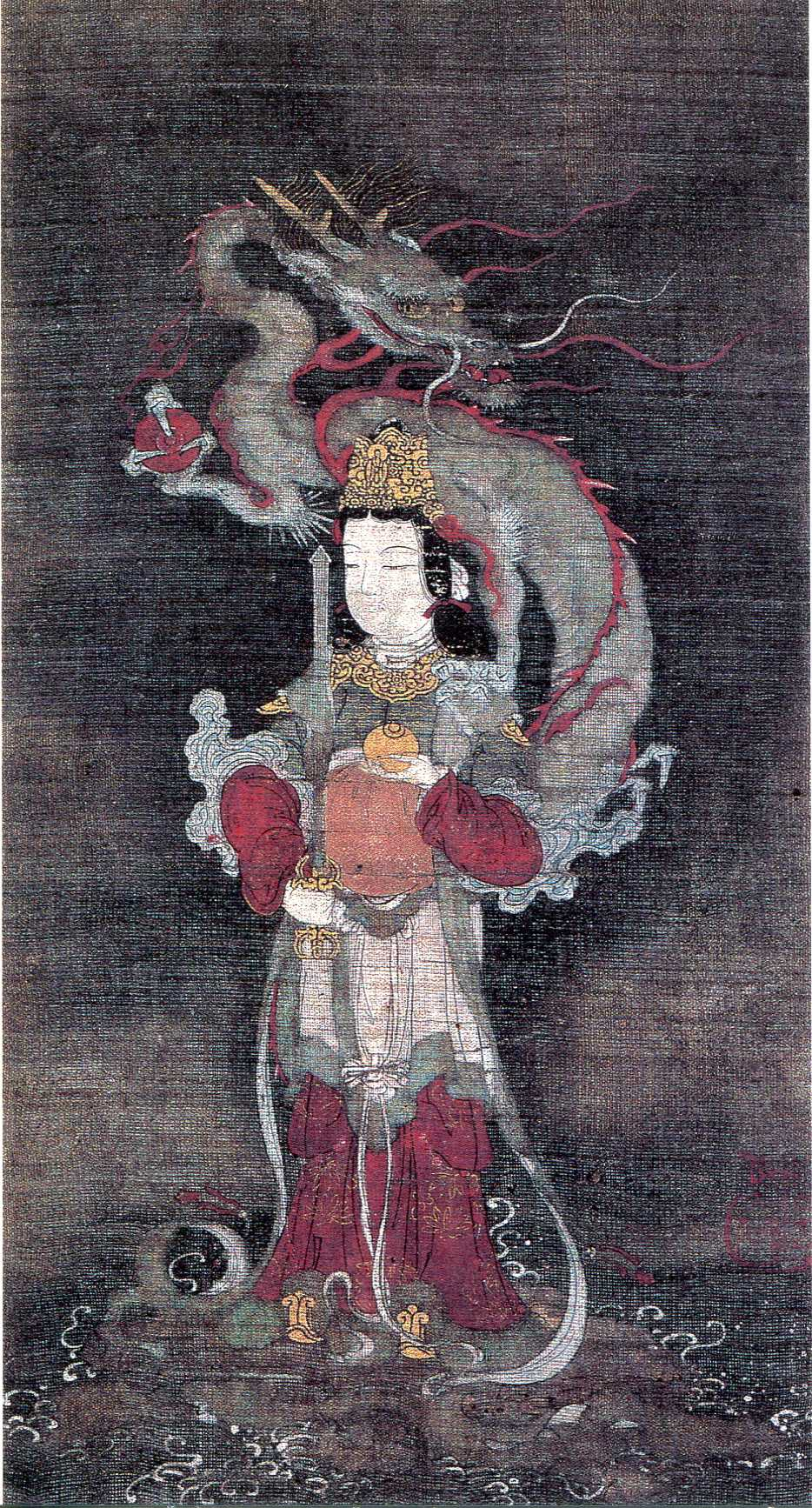
长谷川Tohaku Ryuou像（安土桃山时代，七尾博物馆收藏）

在佛教中，龍包含八位龍王，是守護佛法的天龍八部之一，是帶來雨之恩惠的水神。佛教的龍原先是印度傳說中的那迦，雖然與中國龍的形象不同，但在中國被翻譯為龍，因而兩者混而為一，變成具有中國龍的形象。而日本自飛鳥時代之後受中國文化影響，此佛教的龍之形象也開始流傳。
例如，高志的八岐大蛇被等同於玄武；也有「八岐為八個旁出之頭」的觀點而實際擁有九頭，如此「八大龍王與九頭龍同化」的結果，被轉換為越國或信州的黑龍傳說或九頭龍傳說。

### 劍
從孕育出此劍的八岐大蛇的腹中流出的鮮血被視作火焰，進一步被認為是冶煉之火，而得以進行吹踏鞴冶鋼法。在越國，諸如宇多刀、則重刀及義弘刀等名刀陸續誕生，尤其自古以來出雲地區的斐伊川、日野川等地的吹踏鞴冶鋼特別出名，發展出許多像吉備國等大型製刀的據點。劍被視為「炎之龍」，如不動明王掌握的火之劍，被視為俱利伽羅龍的化身，中世紀時，刻有俱利伽羅龍的劍廣泛存在。頭盔也是如此，以其「爐火」之意象，而具有驅散惡鬼之力。此外，複合「劍」與「山」的龍的形象，如「立山山脈（劍岳）」等富有佛教象徵的靈山也有「龍山」的別稱。

### 浮世绘
龍常出現於浮世繪中，如尾形月耕的《龍昇天》描繪了龍自富士山雲端飛騰的場面。

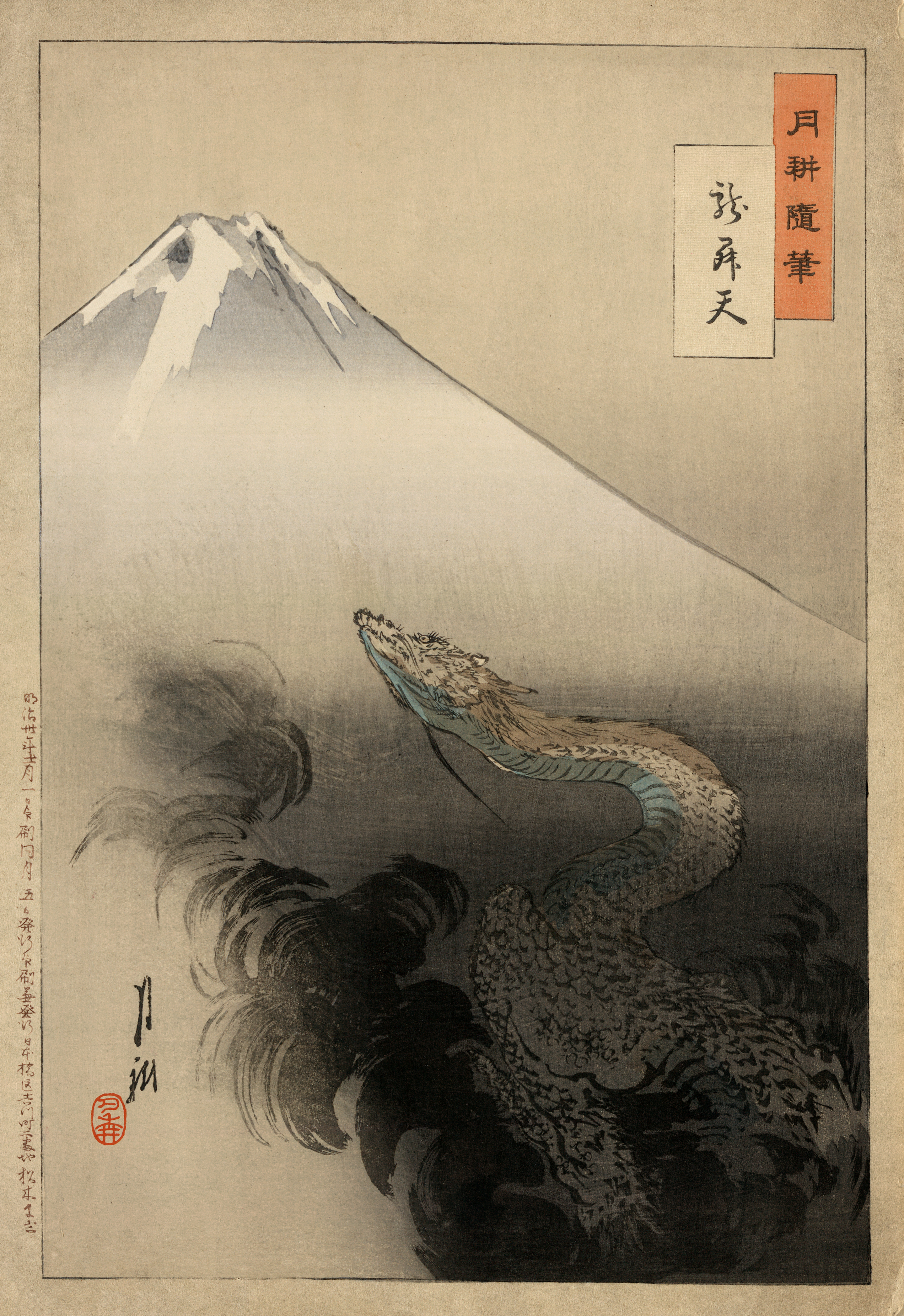
《龙升天》（《壁虎随笔》），绪方壁虎
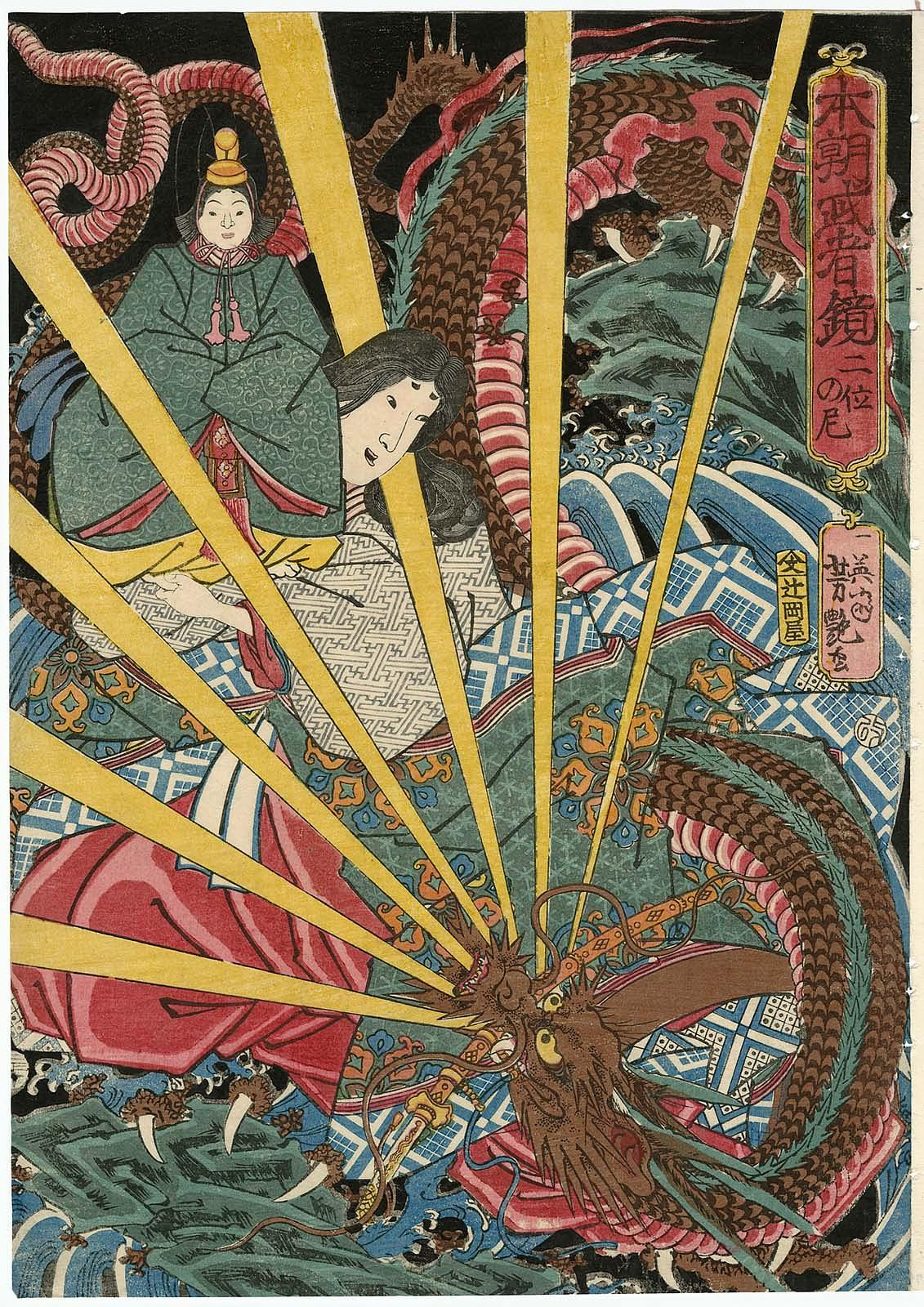
《本朝武者鏡·二位尼》

### 民間傳說
在江之島的傳說中，棲息於鐮倉湖中的五頭龍，過去犯下許多罪惡，但後來洗心革面成為了百姓的守護神。《黑姬傳說》中的黑龍愛慕著大名公主卻遭阻攔，於是喚起暴風欲將村落吞沒。 倍受信仰的靈湖「十和田湖」擁有許多傳說，其中三湖傳說裡，八郎太郎觸碰禁忌後成為了一條龍，在一連串事件後，最終與田澤湖傳說中的辰子成為連理。 泉小太郎傳說中的犀龍為人類鑿開水路，使湖水流入日本海而成為豐饒的平地。印旛沼的龍傳說中，印旛沼澤的領主龍常化身為人類拜訪村里。在一次旱災中，為了報達人類的恩情而向龍王乞雨，但龍王有意招來乾旱，於是祂犧牲自己裂為三段，才換得龍王降下雨水。
另外也有許多如蛇或鯉魚等有鱗片的生物變成龍的傳說，當中也包含狐狸和馬。

### 各地的龍與神社、佛寺
- 九頭龍傳說：日本各地均供奉著九頭龍，尤其與龍王婆蘇吉有深切關聯。
- 八大龍王：和泉葛城山八大龍王神社。
- 五頭龍：鐮倉、龍口明神社。
- 青龍-清瀧權現：秩父神社（被鎖綁之龍）。
- 赤龍-七面天女：山梨縣七面山敬慎院。據說七面天女化身為赤龍。
  - 伊豆山神社- 傳說中，伊豆山神社是龍首，芦湖・箱根神社則為龍尾。
- 白龍：箱根神社。
  - 白龍・九頭龍神社：位於箱根神社西邊。可步行、乘船前往。
  - 白龍神社：位於名古屋。
  - 彦瀧大明神：以女性疾病與安產之神聞名。恭奉的御神體是一條白蛇。
  - 弁財天白龍王大權現：位於福井縣永平寺，弁財天與白蛇的神社。
- 黑龍：和泉葛城山等。特別興盛於北陸地區。
- 黄龍：黃龍寺，位於愛知縣名古屋市南區。每年1月4日，以黃龍天滿宮（黃龍天神）名義展示菅原道真的真跡，舉辦除災、家庭興隆與考運昌盛的儀式。
- 金龍：位於淺草寺。淺草寺的山號是「金龍山」。護守為黃色小袋，刺有金色的龍。岩船神社也供奉著金龍。
- 紫龍：福尾山神社，位於三重縣菰野町。其有一座石碑，只刻了「紫龍」兩字。
- 諏訪大明神：根據《諏訪大明神繪詞》記載，諏訪大明神在國難之時會以龍體・蛇體現身[16]。

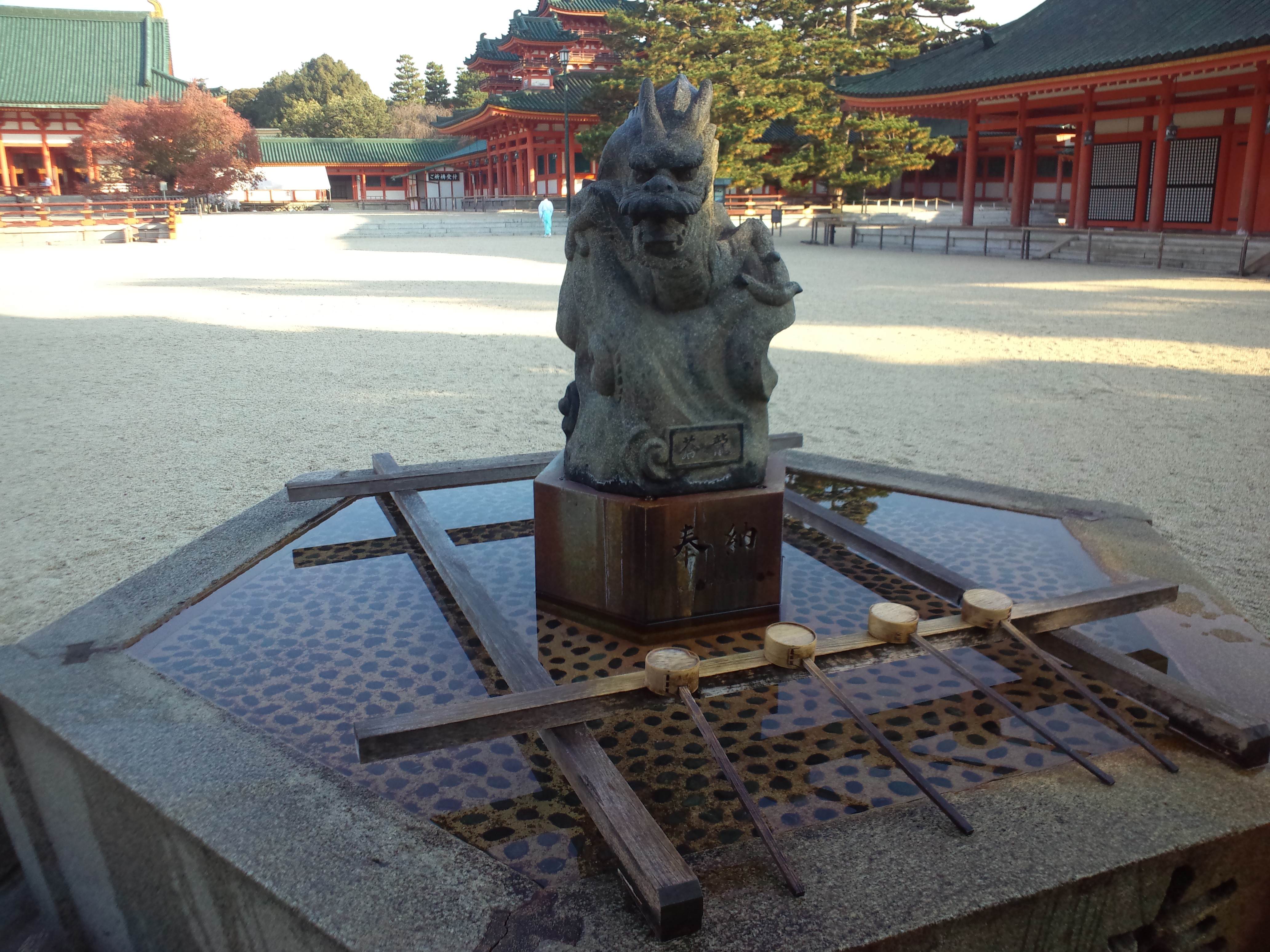
蒼龍的手水舍（平安神宮、京都市）

## 沖繩文化中的龍

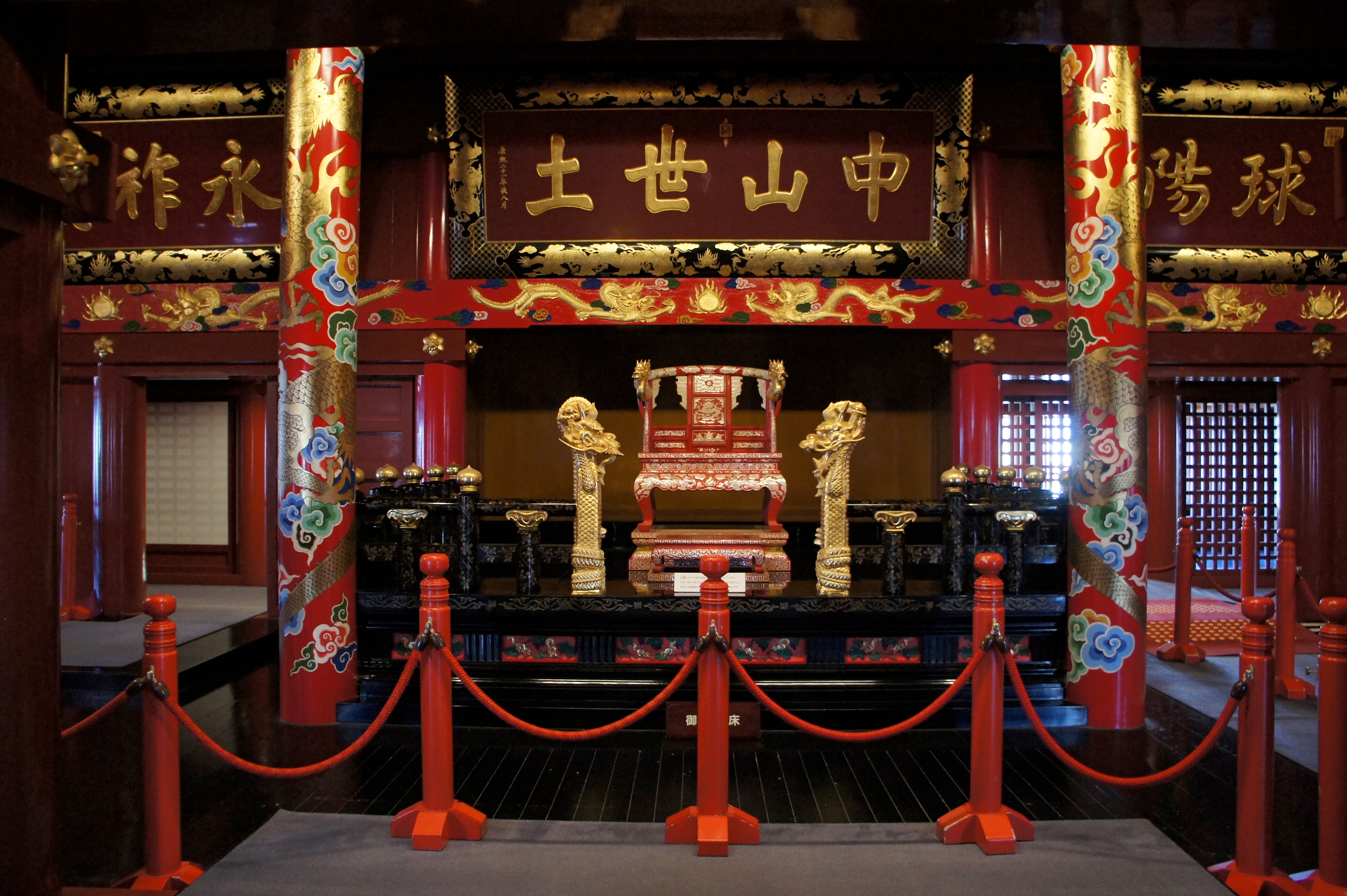
首里城王座

曾有琉球王國的沖繩，其文化中的龍相較接近中國龍。首里城裡有許多龍的裝飾。
沖繩有根深柢固的龍宮信仰，龍宮之神與豐饒具有淵遠關係。沖繩的龍傳說也許多起源自中國，而在當地成為民間傳說。 《丸山顯德》中介紹了以下沖繩的龍之傳說。 
- 一條持續躲避著人的視線、決意成為龍的蛇最終被人類看到了。蛇告訴看到牠的人，如果他能保守秘密，便會使他富裕。那人確實保守承諾而發財，但還是不經意說出口而回歸貧窮[20]。
- 為求雨而欺騙上天，後來遭受龍王懲罰的龍[21]。
- 為了除去擄走美女的七頭龍，在七個桶子裡注入芋頭酒，當七頭龍醉到在酒中看見美女時將其斬殺。（後來成為津堅島的傳統儀式) [22] .
- 一位治療替龍治療眼病的醫生的冒險故事[23] 。

## 其他

### 寺廟
日本三座寺廟：京都的相國寺、栃木縣的日光東照宫的藥師堂與長野縣的妙見寺，都有一個叫做「鳴龍」的設計。在有巨大龍影的天花板下演奏拍子木或拍掌，會因為駐波現象產生特殊音響，如同龍的叫聲。青森縣龍泉寺也曾有鳴龍，但已經被燒毀。

### 將旗
將棋中，「飛車」可以升變為「龍」，指的是龍王。但「角行」升變的「龍馬」實際上是指馬。

### 現代文化
因日本列島的形状曾被認為是一條龍，在小松左京的《日本沉没》中，故事結尾日本沉没的章節名為「龍之死」。同樣在他的短篇小說《日本漂流》中，日本列島之下真的有一條龍，因為不小心刺傷了它，日本開始在世界各地漂流。這條龍在作中被命名為Archultragigantonamasaurus nipponicus。
其他也有如松谷美代子的《神龍之子太郎》等兒童文學。

### 日文中以龍為其名稱的生物
以下列舉冠日文中有龍之名的生物。尤其是海馬長得與魚類最為相異，臉部又像是龍面，因此常被作為龍年的圖像角色。
- 海馬（タツノオトシゴ，龍的私生子）、細尾海馬（タツノイトコ）
- 篦齒眼子菜（リュウノヒゲモ）
- 龍舌蘭（リュウゼツラン）
- 龍爪茅（タツノツメガヤ）
- 皇帶魚（リュウグウノツカイ，龍宮使者）

## 出處
1. ↑  荒川 1996，第133, 184-189頁.
2. ↑  黑田 2003，第102頁.
3. ↑  宝賀寿男「上古代史の概観」『古樹紀之房間』
4. ↑  荒川 1996，第188-189, 200-204頁.
5. ↑  荒川 1996，第197-200頁.
6. ↑  黑田 2003，第139-163頁.
7. ↑  滝川恒昭「房総里見氏の印判について―鳥の形像を有する印判をめぐって―」（中世房総史研究会編『中世房総の権力と社会』高科書店、1991年）
8. ↑  吉成 2006.
9. ↑  荒川 1996，第13-14, 39-40頁.
10. ↑  『岩波 仏教辞典 第二版』1045頁。
11. ↑  荒川 1996，第184-185頁.
12. ↑  「信濃の民話」編集委員会 1957，第45-51頁.
13. ↑  『信府統記 巻五』，第23-24頁.
14. ↑  南総里見八犬伝.
15. ↑  寺沢正美、日本の民話　第65巻　三河の民話、空を飛んだ黒駒、未来社.
16. ↑  黑田 2003，第93-98頁.
17. ↑  荒川 1996，第203-204頁.
18. 1 2  竹原・丸山 2002，「日本（沖縄）」【解説】（丸山顯德）, p. 48.
19. ↑  竹原・丸山 2002，「日本（沖縄）」【解説】（丸山顯德）, p. 49.
20. ↑  竹原・丸山 2002，第38-39頁.
21. ↑  竹原・丸山 2002，第39-42頁.
22. ↑  竹原・丸山 2002，第42-43頁.
23. ↑  竹原・丸山 2002，第45-48頁.

## 關聯條目
- 龙
- 龍形傳說生物
- 蛟
- 龙宫